# Goethe-Gymnasium Leipzig
Das Goethe-Gymnasium befindet sich im Stadtteil Schönefeld im Nordosten Leipzigs. Als Gymnasium im Freistaat Sachsen führt es in einem achtjährigen Bildungsgang nach erfolgreichem Besuch der gymnasialen Oberstufe und dem Ablegen des zentralen Abiturs in Sachsen zur allgemeinen Hochschulreife.
Unter dem Motto „voneinander – miteinander – füreinander“ lernen am Goethe-Gymnasium etwa 880 Schülerinnen und Schüler, lehren rund 80 Lehrkräfte und absolvieren 8 Referendare ihre Ausbildung. Als offene Ganztagsschule kann aus verschiedenen Ganztagsangeboten gewählt werden.

## Geschichte
Am heutigen Standort lernten ab 1878 Kinder in der Schule Schönefeld, die schrittweise von einem Gebäude auf drei erweitert wurde. Mit der Eingemeindung Schönefelds nach Leipzig entstand ab 1915 die 41. Bezirksschule, ab 1920 dann die 22. Volksschule in der Stettiner Straße 25. Nach dem Zweiten Weltkrieg zur 22. Grundschule umstrukturiert, folgte in der DDR die Umstrukturierung als Polytechnische Oberschule (POS). Die 22. POS „Maxim Gorki“ nutzte das Gebäude Gorkistraße 25 und die 122. POS „Julian Marchlewski“ die Gorkistraße 15.

Durch die Veränderungen ab 1990 lernten Schüler in der 122. Grundschule (Gorkistraße 15) bzw. in einem Beruflichen Schulzentrum. Beide Bildungseinrichtungen schlossen 2001 bzw. 2006 ihre Pforten. Nach dem Ende der Schulen wegen Schülermangels versank der Standort in einen Dornröschenschlaf.
Seit 2010 wuchs die Bevölkerungszahl von Leipzig kräftig und dem einsetzenden hohen Bedarf an Schulplätzen sollte u. a. durch ein neues Gymnasium im Nordosten der Stadt entgegengewirkt werden. So entstand 2014 eine Außenstelle der Friedrich-Arnold-Brockhaus-Schule – Gymnasium der Stadt Leipzig als Keimzelle für die neue Bildungseinrichtung.
Umgangssprachlich als Gymnasium Schönefeld bezeichnet, startete der Unterricht zum Schuljahr 2014/15 im Gebäude der ehemaligen Fechner-Schule in der Löbauer Straße 46. Mit Beginn des Schuljahres 2016/17 wurde daraus die selbständige Schule an der Gorkistraße – Gymnasium der Stadt Leipzig. Am 16. August 2017 bezog die Schule die sanierten Gebäude an der Gorkistraße 15 und 25. Mit dem Wechsel an den neuen Standort erfolgte auch die Umbenennung der Schule in Goethe-Gymnasium der Stadt Leipzig. In den folgenden Jahren wuchs die Anzahl der Schülerinnen und Schüler sehr stark an. 2022 legte erstmals ein Jahrgang das Abitur am Goethe-Gymnasium ab.
Die Gebäude des Goethe-Gymnasiums bestehen aus drei historischen Häusern der Kaiserzeit (errichtet zwischen 1878 und 1898), einem Neubau von 2017 und einer Dreifelder-Sporthalle, die 2019 fertiggestellt wurde. Eine architektonische Besonderheit bildet eine Glasbrücke, die die Gebäudeteile über eine Straße hinweg verbindet.

## Namensgebung
Johann Wolfgang von Goethe (1749–1832) studierte von 1765 bis 1768 an der Universität Leipzig Rechtswissenschaften, interessierte sich aber mehr für Literatur und Kunst. Die Leipziger Zeit beeinflusste seinen Wunsch, als Literat zu wirken, nachhaltig. Sein Bezug zur Stadt hielt ein Leben lang und in seinem Hauptwerk Faust. Eine Tragödie verewigt er die Stadt augenzwinkernd: „Mein Leipzig lob ich mir! Es ist ein klein Paris und bildet seine Leute“.
Als Dichter und Zeichner, Minister und Diplomat, Wissenschaftler und Jurist gilt er als ein vielseitig interessierter und gebildeter Mensch. Seine Einflüsse nicht nur auf die literarischen Bewegungen des Sturm und Drangs und der Weimarer Klassik wirkten sich nachhaltig auf die Entwicklung der deutschen Sprache und Kultur, aber auch der Wissenschaft und Gesellschaft aus.
In einem Ideenwettbewerb fand unter zahlreichen Vorschlägen der Namensgeber Goethe eine große Mehrheit in der Schulgemeinschaft. Die Stadt Leipzig als Schulträger folgte dem Antrag der Schule und seit 2017 trägt die Schule den Namen Goethe-Gymnasium.
Der Namenspatron soll vielfältige Möglichkeiten der Identifikation bieten und sich lebendig im Schulalltag wiederfinden.
Namensvorgänger des Goethe-Gymnasiums in Leipzig waren die Goethe-Schule bzw. die Goethe-Oberschule in der zentrumsnahen Schletterstraße.

## Bildungsprofil und Unterricht
Das Lernen und Lehren am Goethe-Gymnasium orientiert sich am Schulmotto „voneinander – miteinander – füreinander“.
Erste Fremdsprache ist Englisch ab Klasse 5. Als zweite Fremdsprachen bietet die Schule Französisch, Russisch und Spanisch an.
Das Gymnasium bietet den Lernenden eine erweiterte Ausbildung im Bereich der bilingualen Module. Dabei werden ab Klasse 7 ausgewählte Themen in unterschiedlichen Unterrichtsfächern in englischer Sprache unterrichtet.
Ab der Klassenstufe 8 kann zwischen dem gesellschaftswissenschaftlichen Profil und der dritten Fremdsprache Latein gewählt werden. Weiterhin nehmen Demokratieerziehung und soziale Projekte eine zentrale Stellung an der Schule ein.
Der Unterricht findet in einem gemischten Zeitmodell aus Einzelstunden (45 min) und Unterrichtsstunden als Block (90 min) statt.
Ein breites Angebot an Ganztagsangeboten erweitert die Bildungsangebote der Schule. Die Teilnahme an verschiedenen Wettbewerben ist seit Jahren eine Tradition (Jugend debattiert, Bundeswettbewerb Fremdsprachen, Mathematik-, Physik- und Biologieolympiaden, Chemie-Kids, Jugend trainiert für Olympia). Darüber hinaus bereichern u. a. die Ausrichtung von Lesewettbewerben, von Fremdsprachentagen, einer Goethe-Projektwoche und des Goethe-Schulfestes das Schulleben.
Am Goethe-Gymnasium werden vielfältige Angebote unterbreitet, um die Entwicklungen der Schüler zu unterstützen. Außerschulische Lernorte erweitern den Blick auf die Lebenswelt außerhalb der Schule. Im Rahmen der Berufs- und Studienorientierung werden persönliche Perspektiven betrachtet, Berufe erkundet und ein Bewerbungstraining durchgeführt. In verschiedenen Präventionsangeboten setzen sich die Schüler mit Themen wie Suchtmittelkonsums, Stressvermeidung, psychischen Belastungen oder Konfliktbewältigung auseinander und gewinnen dadurch Lebenskompetenz und stärken ihre Resilienz. Für individuelle oder Gruppenbedürfnisse stehen zwei Beratungslehrer und ein Schulsozialarbeiter beratend und unterstützend zur Seite.

## Förderverein
2014 beschloss der Stadtrat Leipzig, die alten Schulgebäude in der Gorkistraße zu sanieren und ein Gymnasium in Leipzig-Schönefeld einzurichten. Kurz danach wurde der Verein am 20. März 2014 von ehemaligen Schülern der früheren Schulen gegründet.
Zweck des Fördervereins Goethe Gymnasium e.V. ist es, die Schule in allen Bereichen zu unterstützen, „die geeignet sind, sich auf die geistige, körperliche und ethische Entwicklung der Schüler dieser Schule positiv auszuwirken.“ Diesem Vorsatz fördert der Verein zahlreiche schulische Projekte und Veranstaltungen, von denen besonders die Goethe-Woche und das Goethe-Fest hervorzuheben sind.